# BM Granollers
Balonmano Granollers este o echipă de handbal din Spania care evoluează în Liga ASOBAL.

## Legături externe

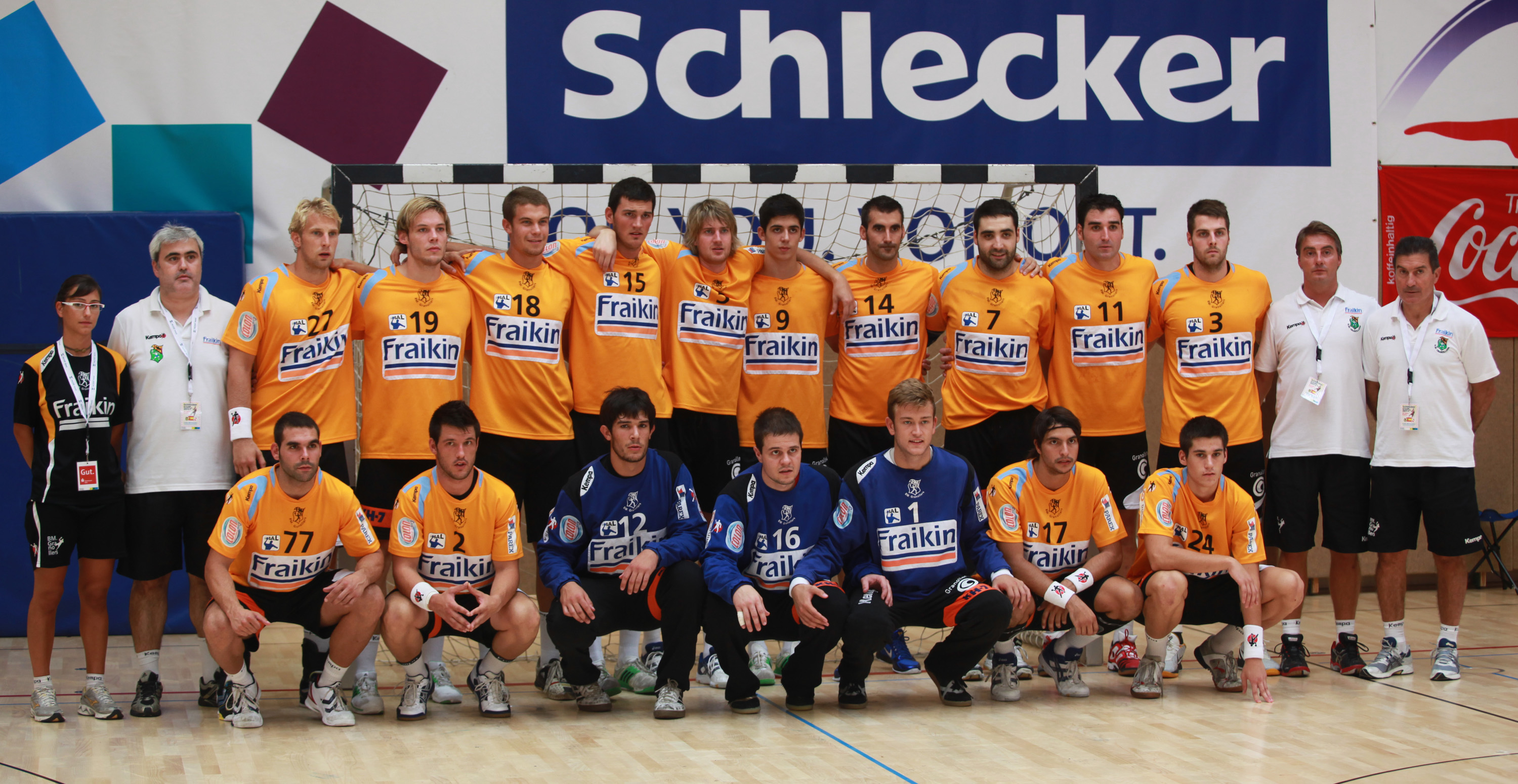
BM Granollers 2011